# Гюрценіх-оркестр
Гюрценіх-оркестр (нім. Gürzenich-Orchester) — Кельнський симфонічний оркестр.
Заснований в 1827 році як Кельнське концертне товариство (нім. Cölner Concert-Gesellschaft), з 1857 року постійно виступає в концертному залі Гюрценіх, за яким і одержав свою назву. З 1986 року працює під патронатом Кельнської філармонії, чому іноді називається Кельнським філармонічним оркестром.
Репутація Гюрценіх-оркестру була особливо висока на рубежі XIX-XX століть, коли їм були, зокрема, здійснені прем'єри Концерту для скрипки і віолончелі з оркестром Брамса (1887), симфонічних поем Ріхарда Штрауса «Веселі пригоди Тіля Уленшпігеля» (1895) і «Дон Кіхот» (1898), П'ятої симфонії Густава Малера (1904).
Серед здійснених записів - повні комплекти всіх симфоній Сергія Прокоф'єва і Дмитра Шостаковича під управлінням Дмитра Китаєнко.

## Керівники оркестру
- Конрадін Крейцер (1840-1842)
- Генріх Дорн (1843-1849)
- Фердинанд Хіллер (1850-1884)
- Франц Вюльнер (1884-1902)
- Фріц Штайнбах (1903-1914)
- Герман Абендрот (1915-1934)
- Ойген Папст (1936-1944)
- Гюнтер Ванд (1946-1975)
- Юрій Аронович (1975-1986)
- Марек Яновський (1986-1990)
- Джеймс Конлон (1990-2002)
- Маркус Штенц (з 2003 р.)